# Gemeindesarg
Der Gemeindesarg (auch Transport- oder Konduktsarg) war ein von der Kirchengemeinde zur Verfügung gestellter Sarg, der nicht mit dem Toten beerdigt und damit mehrfach verwendet werden konnte.
Im Mittelalter war es üblich, die Toten sofort nach dem Ableben zu beerdigen. Dazu wurde die Leiche in Tücher gewickelt, in Leinensäcke eingenäht oder in Behältnissen wie großen Krügen oder ausgehöhlten Baumstämmen beerdigt. Särge waren teuer und vorwiegend der oberen Schicht vorbehalten. Für den Rest der Bevölkerung standen ein oder mehrere von der Gemeinde gestellten Gemeindesärge (zum Teil auch ein Kindersarg) zur Verfügung, womit der Verstorbene bloß zu seinem Grab gebracht, jedoch nicht darin beerdigt wurde. Seit dem 16. Jahrhundert war die Form des Klappsargs mit aufklappbarem Boden üblich, sodass der Sarg mit der Leiche ins Grab hinabgelassen, der Boden geöffnet und danach der Sarg ohne Leiche wieder herausgehoben werden konnte. Der älteste erhaltene Gemeindesarg, jener von Mandach, mit Dendrodatum 1548 (heute im Museum Aargau), besitzt allerdings noch einen festgefügten Boden.
Bei den meisten unter dem Namen Pestsarg überlieferten Klappsärgen dürfte es sich ebenfalls um Gemeindesärge handeln.
Erst neue Praktiken im 18. und 19. Jahrhundert – wie die obligatorische Aufbahrung der Toten für einige Tage – machten einen individuellen Sarg fast unerlässlich, was dazu führte, dass es von da an kaum mehr Bestattungen ohne Sarg gab.
Eine Spätform des Gemeindesargs ist der 1784 aufgrund eines kaiserlichen Erlasses in der Donaumonarchie kurzfristig eingeführte Josephinische Sparsarg. Ein letztes Mal systematisch auf Klappsärge zurückgegriffen wurde in Lagern und Heilanstalten während der Zeit des Nationalsozialismus.